# Partito Comunista Egiziano
Il Partito Comunista Egiziano (in arabo الحزب الشيوعي المصري‎?), è un partito politico egiziano d'impronta comunista.
Sotto le presidenze di Anwar Sadat e Hosni Mubarak il Partito Comunista Egiziano fu represso e bandito dalle elezioni, ciononostante continuò ad operare nella clandestinità.
Sebbene molti leader e membri del partito fossero stati imprigionati o uccisi dal Governo Mubarak, esso ebbe un ruolo importante durante le mobilitazioni sociali del 2011.
Il partito ha fatto parte del Blocco Egiziano fino al 2011, poi ha costituito la Coalizione Rivoluzionaria Democratica, nata nel 2012 dopo un rinnovamento della Coalizione delle Forze Socialiste.